# Jędrychowo (Frombork)
Jędrychowo (deutsch Heinrichsdorf) ist ein Ort in der polnischen Woiwodschaft Ermland-Masuren. Es gehört zur Stadt-und-Land-Gemeinde Frombork (Frauenburg) im Powiat Braniewski (Kreis Braunsberg).

## Geographische Lage
Jędrychowo liegt im Nordwesten der Woiwodschaft Ermland-Masuren, 13 Kilometer südlich der Kreisstadt Braniewo (Braunsberg).

## Geschichte
Dem Ort Heinrichsdorf wurde 1310 die Handfeste verliehen. 1874 wurde das Dorf als Landgemeinde in den neu errichteten Amtsbezirk Rautenberg (polnisch Wielkie Wierzno) im ostpreußischen Kreis Braunsberg, Regierungsbezirk Königsberg, aufgenommen. Die Einwohnerzahl Heinrichsdorfs belief sich im Jahre 1910 auf 207.
Am 30. September 1928 wurde die dem Gutsbezirk Födersdorf, Forst, zugehörige Exklave Niederwald, Forst, nach Heinrichsdorf eingemeindet. 1933 betrug die Zahl der Einwohner 208, 1939 noch 199.
Im Zusammenhang der Abtretung des gesamten südlichen Ostpreußen 1945 in Kriegsfolge an Polen erhielt Heinrichsdorf die polnische Namensform „Jędrychowo“. Das Dorf ist heute eine Ortschaft im Verbund der Gmina Frombork (Stadt-und-Land-Gemeinde Frauenburg) im Powiat Braniewski (Kreis Braunsberg), von 1975 bis 1998 der Woiwodschaft Elbląg, seither der Woiwodschaft Ermland-Masuren zugehörig. Die Zahl der Einwohner belief sich 2021 auf 114.

## Religion
Jędrychowo gehört heute wie Heinrichsdorf bereits vor 1945 zur römisch-katholischen Pfarrei in Błudowo (Bludau), die jetzt dem Dekanat Braniewo im Erzbistum Ermland zugeordnet ist.
Bis 1945 war Heinrichsdorf auch in die evangelische Kirche Frauenburg in der Kirchenprovinz Ostpreußen der Kirche der Altpreußischen Union eingepfarrt. Heute ist das Dorf der Evangelisch-Augsburgischen Kirche in Polen zugehörig.

## Verkehr
Jędrychowo liegt an der verkehrsreichen Woiwodschaftsstraße 505, die die Stadt Frombork (Frauenburg) und die Woiwodschaftsstraße 504 (frühere deutsche Reichsstraße 1) mit der an Błudowo (Bludau) vorbeiführenden Schnellstraße S 22 (ehemalige deutsche Reichsautobahn Berlin–Königsberg, „Berlinka“) sowie mit den Städten Młynary (Mühlhausen) und Pasłęk (Preußisch Holland) verbindet. Eine Bahnanbindung besteht nicht.